# フワイヨート郡
座標: 北緯7度47分6秒 東経99度38分6秒 / 北緯7.78500度 東経99.63500度
フワイヨート郡（フワイヨートぐん）はタイ南部・トラン県にある郡（アムプー）である。

## 名称
フワイヨートとは「渓谷・頂上」といういみである。これは、地元を流れるトラン川の水系に渓谷が多いこと。郡の東には山々が山脈を作っており、頂上がたくさんあることに由来するといわれる。
日本語では、フワイヨット、フアイヨート、フアイヨットなどとも。

## 歴史
ラーマ2世の頃、現在のフワイヨート郡の地域はおおよそ、トラン川の東と西の地域に分けられ、それぞれトランの領域とナコーンシータンマラート王国の二つに分かれていた。
ラーマ5世（チュラーロンコーン）がこの地に視察に来たときは、中国人の労働者達がペナン島から移住してきて、この地域で鉱山経営を始めた。これによりこの地に市場ができ徐々に町として発展した、さらに後には、ワット・フワイヨートの前で西洋資本による鉱山開発も行われた。
1880年、トラン県が成立すると、トランに属していたトラン川西岸地域がトラン県の管轄下におかれた。その後、1887年、カオカーオ郡の名前でトラン川の東岸地域も併せて郡となった。その後、1912年名称が郡庁所在地のタムボン・フワイヨートに合わせフワイヨート郡に改称された。しかし、1917年名称がカオカーオ郡に戻された。その後1939年にフワイヨート郡と再び名を変えた。

## 地理
市街地はトラン川の形成した平地にあり。市内の主な水源も同河川である。郡の東にはナコーンシータンマラート山脈が広がり、カオラック滝や、南東にはカオ・プー＝カオ・ヤー国立公園が広がる。
交通はタイ国鉄が南北に通っている。また国道4号線が東から南に通っており、東にクラビー方面、西にトラン方面とつながっている、また北に国道403号線が延びており、トゥンソン方面とつながっている。

## 経済
郡内の主な産業は農業であり、主な生産品は、パラゴムノキ、パームヤシである。

## 行政区分
郡は16のタムボンに分かれさらにその下位に133の村（ムーバーン）がある。自治体（テーサバーン）があり以下のようになっている。
- テーサバーンタムボン・フワイヨート・・・タムボン・フワイヨート、タムボン・カオプーンの一部
- テーサバーンタムボン・ナーウォン・・・タムボン・ナーウォン、タムボン・バーンクン、タムボン・ワンキーリーの一部
- テーサバーンタムボン・ラムプーラー・・・タムボン・ラムプーラーの一部。

また、郡内には16のタムボン行政体（オンカーンボーリハーンスワンタムボン）がある。なお、以下のリストで欠番のタムボンは分離してラッサダー郡を形成しているタムボンである。
| 1. タムボン・フワイヨート・・・ตำบลห้วยยอด 2. タムボン・ノーンチャーンレン・・・ตำบลหนองช้างแล่น 1. タムボン・バーンディー・・・ตำบลบางดี 2. タムボン・バーンクン・・・ตำบลบางกุ้ง 3. タムボン・カオコープ・・・ตำบลเขากอบ 4. タムボン・カオカーオ・・・ตำบลเขาขาว 5. タムボン・カオプーン・・・ตำบลเขาปูน 6. タムボン・パークチェム・・・ตำบลปากแจ่ม 7. タムボン・パークコム・・・ตำบลปากคม 1. タムボン・ターギウ・・・ตำบลท่างิ้ว 2. タムボン・ラムプーラー・・・ตำบลลำภูรา 3. タムボン・ナーウォン・・・ตำบลนาวง 4. タムボン・フワイヤーン・・・ตำบลห้วยนาง 1. タムボン・ナイタオ・・・ตำบลในเตา 1. タムボン・トゥントー・・・ตำบลทุ่งต่อ 2. タムボン・ワンキーリー・・・ตำบลวังคีรี | Map of tambon |